# Carebara urichi

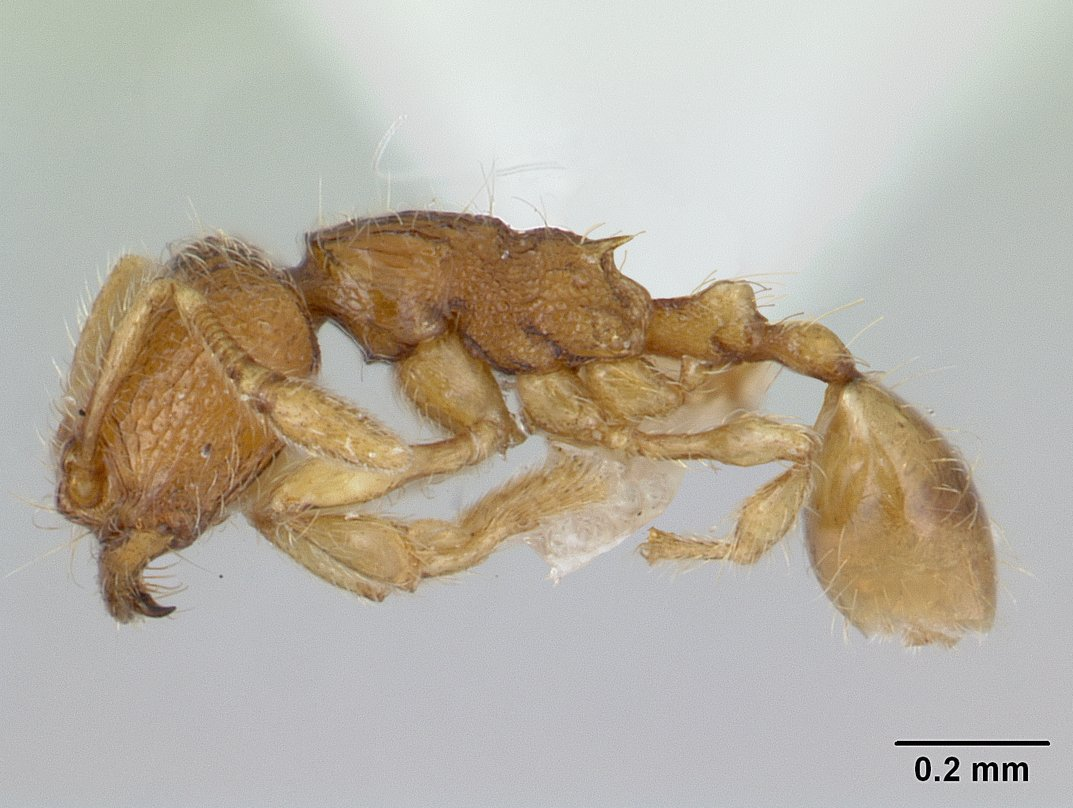
Вид в профиль.

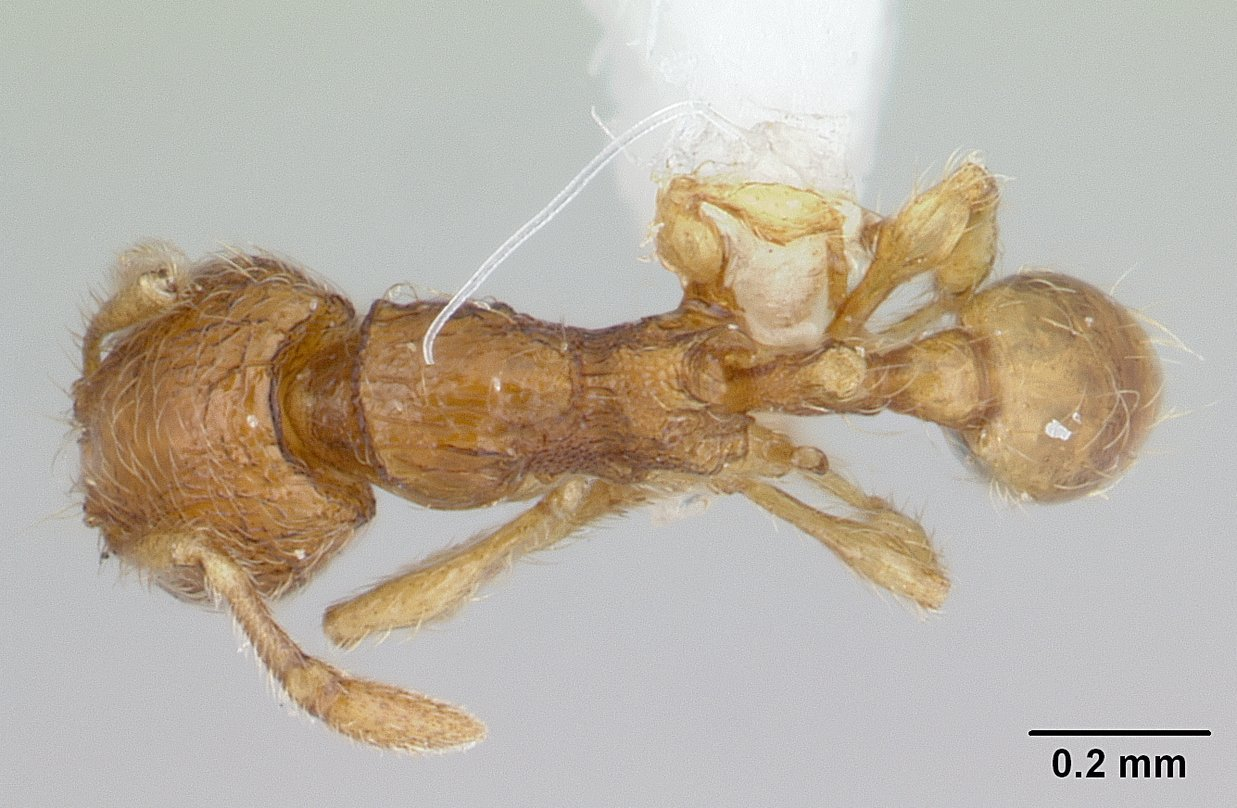
Вид сверху.

Carebara urichi  (лат.) — вид очень мелких муравьёв рода Carebara из подсемейства Myrmicinae (Formicidae). Неотропика: Белиз, Бразилия, Колумбия, Коста-Рика, Мексика, Панама, Перу, Суринам и Тринидад (в дождевых и облачных горных лесах на высотах 20-1470 м и в пещерах).

## Описание
Мелкие муравьи желтовато-оранжевого и коричневого цвета. Голова крупных рабочих (солдат) очень большая, немного длиннее своей ширины; затылок вогнутый. У мелких рабочих бока головы выпуклые, а задний край почти прямой.
Длина тела рабочих составляет около 2 мм (солдаты в 2 раза крупнее), длина головы рабочих равна 0,41-0,51 мм (ширина головы — 0,36-0,44 мм), у солдат 1,01-1,06 мм(ширина 0,97-0,99 мм). Усики рабочих состоят из 11 члеников и имеют булаву из двух вершинных сегментов. Проподеум угловатый, или без шипиков, или они очень маленькие. Скапус короткий, длина его у рабочих равна 0,29—0,34 мм, а у солдат 0,41-0,44 мм. Мандибулы с 5 зубцами. Глаза очень мелкие (у рабочих состоят из 1 омматидия). Стебелёк между грудкой и брюшком состоит из двух члеников: петиолюса и постпетиолюса (последний четко отделен от брюшка), жало развито, куколки голые (без кокона).

## Систематика и этимология
Вид был впервые описан в 1922 году американским мирмекологом Уильямом Уилером по материалам из пещеры Тринидада под первоначальным названием Spelaeomyrmex urichi W. M. Wheeler, 1922. Первые муравьи были найдены в гуано ночных пещерных птиц гуахаро («Guacharo Cave»). С 1962 года в составе рода Erebomyrma (Wilson, 1962), с 1966 — в составе рода Oligomyrmex (Ettershank, 1966; Bolton, 1995); в 2004 году включён в состав рода Carebara (Fernández, 2004). Валидный статус Carebara urichi подтверждён в 2014 году в ходе ревизии американскими мирмекологами Джорджем Фишером (Georg Fischer; Entomology, California Academy of Sciences, Сан-Франциско, США), Франком Азорза (Frank Azorsa; División de Entomologia, Centro de Ecologia y Biodiversidad, Лима, Перу) и Брайном Фишером (Brian Fisher; Department of Biological Sciences, San Francisco State University, Сан-Франциско). Относят к видовой группе polita species group и трибе Solenopsidini (или Crematogastrini). Таксон Carebara urichi близок к виду Carebara brevipilosa, с которым они являются единственными представителями своей видовой группы в Неотропическом регионе. Видовое название было дано в честь сборщика типовой серии Mr. W. G. Urich.